# 캐슬린 맥클레런

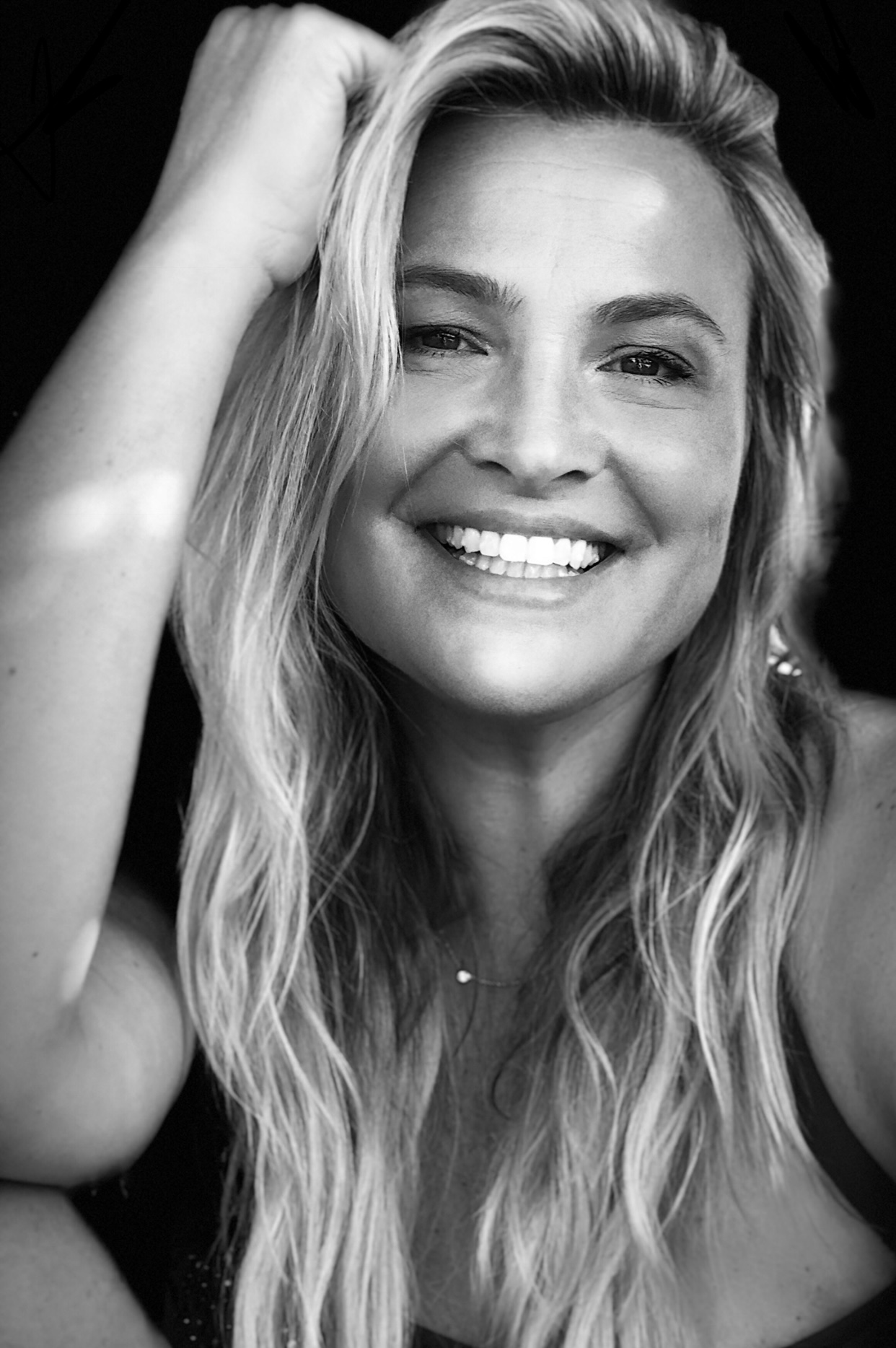

캐슬린 맥클레런(Kathleen McClellan, 1970년 1월 1일 ~ )은 미국의 배우, 모델, 텔레비전 배우, 영화배우이다.
블루밍턴에서 태어났다.

## 영화
- 직스 (2001년) - 제니퍼 역
- 비앤비 (1987년)